# VK Spartak Subotica
Vaterpolo klub Spartak Subotica, vaterpolski klub iz Subotice, Srbija. Klub je osnovan 1946. godine, a trenutno se natječe u Prvoj B ligi Srbije - bijela skupina. Spartak je tri puta bio prvak NR Srbije: 1952., 1956. i 1958., kada je srbijanska liga bila treća razina klupskog vaterpola u Jugoslaviji. Također klub je tri sezone igrao u Drugoj saveznoj ligi Jugoslavije: 1957., 1959. i 1960.

## Vanjske poveznice
- Službena stranica  Arhivirana inačica izvorne stranice od 3. lipnja 2013. (Wayback Machine)